# Batalla de Otford
La Batalla de Otford tuvo lugar en 776 entre Mercia, dirigida por Offa de Mercia, y los Jutos de Kent. La batalla tuvo lugar en Otford, en el actual condado inglés de Kent.
La Crónica anglosajona registró que los Mercianos y el pueblo de Kent se enfrentaron en Otford, sin dar el resultado, pese a que se considera significativo que Kent se convirtió nuevamente en un reino independiente tras la batalla. Los reyes de Kent continuaron emitiendo diplomas después de 776, sin referencias a Offa, por lo que los historiadores han deducido que Otford fue una victoria para Kent. Los diplomas S 35 (778), S 36  (779) y S 37  (765 x 785) están emitidos en nombre de Egberto, mientras que S 38  (datado 784) está emitido en nombre de Ealhmund. El cambio entre Ecgberht y Ealhmund no puede ser datado más precisamente que entre 779–784.
Kent luchaba para permanecer independiente frente al poder creciente de Mercia. En la década de 770, los reyes de Kent resistían a su degradación a subreyes. Según el cronista Henry de Huntingdon, los Mercianos vencieron en una batalla cerca de Sevenoaks. El historiador Frank Stenton argumentó que Egbert de Kent derrotó a Offa y que la independencia de Kent fue restaurada durante algunos años. La victoria de Offa victoria sobre Wessex en Bensington y el aumento de la presión de Mercia concluyó en la absorción de Kent. Henry de Huntingdon escribió que fueron los mercianos los triunfadores.